# Seznam ameriških kuharskih mojstrov
Seznam ameriških kuharskih mojstrov.

## B
Mario Batali - Rick Bayless - James Beard - Simone Beck - Paul Bertolli - Anthony Bourdain - Alton Brown - Anne Burrell - 

## C
Homaro Cantu - Robert Carrier (chef) - Michael Chiarello - Julia Child - Tom Colicchio - Cat Cora - George Crum - 

## D
Paula Deen - Rocco DiSpirito - 

## F
Fannie Farmer - Bobby Flay - Tyler Florence - 

## G
Alex Garcia - Ina Garten - 

## H
Amanda Hesser - 

## J
Alexandra Jamieson - 

## K
Thomas Keller - 

## L
Emeril Lagasse - Giada De Laurentiis - 

## M
Harold McGee - Sara Moulton - 

## P
Paul Prudhomme - Wolfgang Puck - 

## R
Rachael Ray - 

## S
Alain Sailhac - Jeff Smith (TV voditelj) - 

## T
Charlie Trotter - Ming Tsai - 

## W
Alice Waters - 

## Y
Martin Yan - 